# 1 Crónicas 27
1 Crónicas 27 es el vigesimoséptimo capítulo de los Libros de Crónicas en la Biblia hebrea o el Primer Libro de Crónicas en el Antiguo Testamento de la  Biblia Cristiana. El libro está recopilado a partir de fuentes más antiguas por una persona o grupo desconocido, designado por los estudiosos modernos como «el Cronista», y su forma final se estableció a finales del siglo V o IV a. C. Este capítulo consta de cinco partes: Las divisiones militares de David y sus comandantes (versículos 1-15), los líderes de las tribus (versículos 16-22), un comentario sobre el censo (versículos 23-24), los oficiales civiles de David (versículos 25-31) y los asesores de David (versículos 32-34). Todo el capítulo pertenece a la sección que se centra en el reinado de David (1 Crónicas 9:35 a 29:30), que desde el capítulo 22 hasta el final no tiene paralelo en 2 Samuel.

## Texto
Este capítulo fue escrito originalmente en el idioma hebreo y está dividido en 34 versículos.

### Testigos textuales
Algunos manuscritos antiguos que contienen el texto de este capítulo en hebreo bíblico son de la tradición del Texto masorético, que incluye el Códice de Alepo (siglo X) y el Códice Leningradensis (1008).
También existe una traducción al griego koiné conocida como la Septuaginta, realizada en los últimos siglos a. C. Entre los manuscritos antiguos existentes de la versión de la Septuaginta se encuentran el Códice Vaticano (B; {\displaystyle \ ara{G}}B; siglo IV), Codex Sinaiticus (S; BHK: {\displaystyle \ ara{G}}S; siglo IV), Codex Alexandrinus (A; {\displaystyle \ ara{G}}A; siglo V) y Codex Marchalianus (Q; {\displaystyle \ ara{G}}Q; siglo VI).

## Las divisiones militares de David y sus comandantes (27:1-15)
La organización del ejército era tan ordenada como la de los sacerdotes y levitas. Las fuerzas militares constaban de 12 divisiones de 24 000 hombres, cada una subdividida en miles y cientos y encabezada por un líder divisional, lo que reflejaba el procedimiento administrativo estándar de David (1 Crónicas 23:6-23; 24:1-19; 25:8-31; 26:1-12).  Cada división sirve durante un mes al año, de forma similar al sistema de Salomón de doce oficiales reales encargados de abastecer durante un mes a la corte real (1 Reyes 4:7). Los comandantes de las divisiones se mencionan en la lista de los héroes de David (11:10-47; 2 Samuel 23:8-39), aunque no son los doce primeros nombres que se mencionan y, a diferencia del capítulo 11, los orígenes de los nombres proceden todos del centro del reino de David.  El ejército total es enorme (288 000 hombres) y solo se despliega como milicia en tiempos de guerra. Algunas incongruencias con el cap. 11, así como otros detalles (como dos comandantes de algunos
departamentos) sugieren que este pasaje se basa en circunstancias reales.

### Versículo 1
Y los hijos de Israel, según su número, los jefes de las casas paternas, los capitanes de miles y de cientos y sus oficiales, servían al rey en todos los asuntos de las divisiones militares. Estas divisiones entraban y salían mes a mes a lo largo de todos los meses del año, y cada división tenía veinticuatro mil hombres.
- «Según su número»: del hebreo: לְֽמִסְפָּרָ֡ם lə-mis-pā-rām,[10] aquí y en los versículos 23-24 (cf. 23:3) tiene el sustantivo raíz «mispar», que significa «número, recuento» o puede traducirse como «censo» (en lugar de «lista»).[8]

## Líderes de las tribus (27:16-22)
La lista que sigue a los líderes del ejército es la de los líderes (políticos) de las tribus. (cf. 1 Crónicas 5:6). Se supone que estos líderes participaron en la realización del censo mencionado en el versículo 23. Las doce tribus no están enumeradas según un sistema coherente en la Biblia hebrea, ni utilizan los mismos nombres (algunos jefes tribales solo se encuentran en las Crónicas. Es muy similar a Números 1 (que también incluye un censo), aunque no idéntico. La omisión de Gad y Aser y la separación de los aaronitas de los levitas son particularmente notables en esta lista.

## Comentario sobre el censo (27:23-24)
Mathys considera estos versículos «un intento extremadamente artístico de tergiversar la historia del censo (1 Crónicas 21) para conceder a David el perdón por su acción», ya que (implícitamente) exonera a David al afirmar que siguió las reglas establecidas para los censos en 9 (contando solo a los hombres mayores de 20 años) y dando una justificación «porque el Señor había prometido hacer a Israel tan numeroso como las estrellas del cielo» (cf. 9), como dijo el Señor a Abraham (9).

## Los oficiales civiles de David (27:25-31)
Esta sección registra información detallada sobre la riqueza de David, la dispersión geográfica
de sus fincas agrícolas (versículo 27), así como el almacén en las zonas urbanas y gobernantes (versículos 27-28), y sus oficiales administrativos de más alto rango para supervisar los oficios (versículo 30; los camellos y los burros no están relacionados directamente con la agricultura, sino con el comercio).  La lista se considera un documento histórico fiable, que refleja correctamente el tesoro de David; su autenticidad histórica está respaldada por varios argumentos impresionantes: la administración es más sencilla que durante el reinado de Salomón y nada contradice la autenticidad de la lista. Los beduinos (extranjeros para los israelitas) fueron empleados en la administración de David por su habilidad para cuidar camellos y ganado menor. La extensa discusión sobre la agricultura es típica en las Crónicas (como también se observa en la pasión de Uzías por la agricultura en 2 Crónicas 26:10).

## Los consejeros de David (27:32-34)
Esta sección enumera a los funcionarios más cercanos a David, pero no es un paralelo a la lista de funcionarios estatales de David
en 1 Crónicas 18:15-17. Con la información histórica dada como un aparte, no parece ser una lista oficial.

### Versículo 33
Y Ahitofel era consejero del rey; y Husai, arquita, era amigo del rey:
Un relato específico relacionado con Ajitófel y Jusay se registra en 2 Samuel 15:12, 23-37. 